# Louise Stella-Samson
Louise Stella-Samson, née le 22 janvier 1880 à Paris et morte le 18 décembre 1974 à Lantosque, est une peintre française.

## Biographie
Jeanne Louise Stella est la fille de Louise Stella, couturière. Ce n'est qu'en 1889 que sa mère épouse l'artiste dramatique Louis Samson.
Élève de Madeleine Lemaire, de Blanche Odin, puis d'Henri Harpignies, elle expose au Salon à partir de 1901, en devient Sociétaire en 1900 et y obtient une mention honorable en 1909. 
Au salon de l'Union des femmes peintres et sculpteurs, elle est  lauréate du prix Guérinot en 1910 puis remporte le 1er prix en 1914, et fait partie du Comité en 1925.
Plusieurs de ses œuvres sont acquises par l'état (Fleurs, salon du Palais du travail, 1906; Chrysanthèmes, salon de l'Union des femmes peintres et sculpteurs, 1908; Brouette de chrysanthèmes, salon de l'Union, 1909; Roses rouges et lys, salon de l'Union 1910; Pivoines et bleuets, salon de l'Union, 1911; Roses blanches et vase bleu, salon de l'Union, 1912 (aquarelles) et Plaisirs puérils (gouache), salon des Artistes parisiens à Bagatelle, 1929).
En 1934, elle est trésorière de l'Association des artistes professionnels de la Côte d'Azur.
Elle meurt à l'âge de 94 ans à Lantosque.